# Parc de les Tres Esplugues
El parc de les Tres Esplugues (o simplement Parc de les Esplugues) és un espai verd urbà situat al límit entre el barri del Centre i la Mallola d'Esplugues de Llobregat. El seu nom commemora el Protocol d'amistat de les «tres Esplugues»: Esplugues de Llobregat, l'Espluga Calba i l'Espluga de Francolí.

## Història
L'espai del parc formava part d'una franja sense edificar adjacent a la B-23. El 1997 l'Ajuntament va encarregar-ne el projecte paisatgístic, que connecta el carrer Laureà Miró amb el carrer d'Andreu Amat.
Entre 1964 i 1974, el tram sud fou ocupat pel plató exterior de Balcázar Producciones Cinematográficas, conegut com «Esplugues City», on es rodaren diversos spaghetti western.

## Descripció
El parc, d'1,5 hectàrees, s'estén paral·lel al talús de la B-23 i al cementiri parroquial. Un passeig central enllaça Laureà Miró amb Andreu Amat; als seus costats hi ha places pavimentades, zones de sauló i prats enjardinats.

### Vegetació
Al parc sobresurten palmeres trasplantades, pins pinyoners (Pinus pinea), oliveres, pollancres, plàtans, aurons, oms, catalpes i una filera de baladres blancs (Nerium oleander).

## Equipaments
- Zona de jocs infantils
- Circuit d’skateboard
- Zona d'entrenament a l'aire lliure (workout)
- Rocòdrom de baixa alçada
- Pista poliesportiva amb cistelles de bàsquet
- Àrea per a gossos (pipicà)
- Font d'aigua potable i bancs[2]